# 三點 (亞利桑那州)
三點（英語：Three Points）是位於美國亞利桑那州皮馬縣的一個人口普查指定地區。根據2010年美國人口普查，該地共人口5581人，而該地的面積約為120.22平方千米。

## 地理
三點的座標為32°02′55″N 111°17′07″W / 32.04861°N 111.28528°W，而該地最高點為海拔高度875米（即2543英尺）。該地是兩條（86號和286號）州级公路的Y型交叉点。